# Toporîșce, Volodarsk-Volînskîi
Toporîșce (în ucraineană Топорище) este localitatea de reședință a comunei Toporîșce din raionul Volodarsk-Volînskîi, regiunea Jîtomîr, Ucraina.

## Demografie
Componența lingvistică a localității Toporîșce
     Ucraineană (97,69%)
     Rusă (1,59%)
     Alte limbi (0,29%)
Conform recensământului din 2001, majoritatea populației localității Toporîșce era vorbitoare de ucraineană (97,69%), existând în minoritate și vorbitori de rusă (1,59%).